# Mandarina (založba)
Založba Mandarina - podjetje Mandarina d.o.o. je bilo ustanovljeno leta 1990, kot prva zasebna založba v Sloveniji. Njen ustanovitelj, direktor in idejni vodja je bil Branko Jovanović Vunjak – Brendi, ki je podjetje vodil z ženo.
Od leta 2011, po nenadni smrti Branka Jovanovića Vunjaka, pa podjetje vodita njegova žena Danica in njun sin Dejan Vunjak.
Med izvajalce založbe Mandarina sodijo ali so v določenem obdobju sodili: Branko Jovanović Vunjak – Brendi, Korado Buzeti, Natalija Kolšek, Don Juan, Petovio, Majda Arh, Boris Kopitar, Magnet, Helena Blagne, Werner, Irena Vrčkovnik, Ptujskih 5, Hajdi Korošec, Monroe, Dejan Vunjak ...
V letu 2014 so treh letih podpisali z novim izvajalcem, skupino Gadi.